# Morbidelli
Morbidelli — італійська компанія-виробник мотоциклів, заснована Джанкарло Морбіделлі в Пезаро. В кінці 1970-х і на початку 1980-х років компанія була особливо успішною у мотогонках серії Гран-Прі. Команда тричі вигравала чемпіонат світу з шосейно-кільцевих мотоперегонів у класі 125сс (в 1975, 1976 і 1977 роках) та одного разу в класі 250сс (у 1977).

## Історія

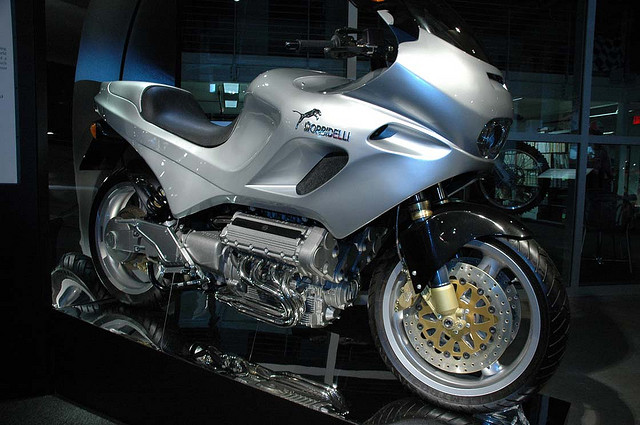
Morbidelli V8

Компанія починала як виробник дерев'яної фурнітури для меблів. З часом фірма збільшилась і на ній працювало до 300 співробітників, проте найбільшою пристрастю засновника були мотоцикли і мотогонки. Джанкарло Морбіделлі використовував деревообробний бізнес для фінансування своєї гоночної команди.
Джанкарло Морбіделлі народився в Пезаро в 1934 році, був старшим сином в селянській родині. Він навчався в технікумі, і, після його закінчення, починає працювати на механічному заводі. Згодом Джанкарло відкриває власний заводик з виробництва спеціальних деревообробних верстатів.
Завдяки своїй інтуїції та технічним здібностям, він виводить свій завод на рівень одного з найпотужніших та найвідоміших у деревообробній галузі; підприємство швидко зростає, персонал збільшується до понад 300 співробітників.
Але головною пристрастю Джанкарло ще з підліткового віку були мотоцикли і мотогонки. Тому разом з просуванням бренду «Morbidelli» в усьому світі в кінці 1960-х років він вирішує почати планування і виробництво гоночних мотоциклів, які мають великий успіх у 1970-х роках, здобувши багато перемог, зокрема чотири титули чемпіона світу з 1975 по 1977 рік.
У кінці 1970-х років Джанкарло починає підтримувати його син Джанні, який виступає у авомобільних перегонах Формула-1.
На початку 1990-х років Джанкарло вирішує продати підприємство з виготовлення верстатів та повністю присвятити себе мотоциклам. Він проєктує і випускає обмежену серію мотциклів з V-подібним восьмициліндровим двигуном об'ємом 850 см³, якому немає рівних у світовому виробництві. Зі своїми незрівнянними характеристиками мотоцикл у 2001 році входить до книги рекордів Гіннеса як найдорожчий мотоцикл у світі.
У 1999 році Джанкарло, який ще з молодості колекціонує мотоцикли, будує музей з критою площею близько 3 000 м² та відкриває виставку близько 350 мотоциклів, випущених протягом XX століття. Ця робота є підсумком більш ніж 25 років досліджень і співпраці з колекціонерами і знаючими людьми цього сектора в усьому світі.
Музей знаходиться в Пезаро.

## Участь у мотогонках

### MotoGP
У середині 1970-х років Морбіделлі переманив до себе німецького інженера Йорга Мюллера, творця знаменитих гоночних «п'ятдесяток» Van Veen Kreidler. Паоло Пілері і П’єр Паоло Б’янчі вигравали чемпіонат світу три роки поспіль — у 1975, 1976 і 1977 роках. Потім Морбіделлі прийшов до угоди з компанією Benelli (не мотоциклетної, а збройової), і спільно вони налагодили дрібносерійне виробництво гоночних мотоциклів під маркою MBA (Morbidelli Benelli Armi), що втілилось у ще два чемпіонські титули.
| Сезон | Клас  | Титул конструктора | Титул пілота | Переможець        | Примітка                         |
| ----- | ----- | ------------------ | ------------ | ----------------- | -------------------------------- |
| 1975  | 125сс | +                  | +            | Паоло Пілері      |                                  |
| 1976  | 125сс | +                  | +            | П’єр Паоло Б’янчі |                                  |
| 1977  | 125сс | +                  | +            | П’єр Паоло Б’янчі |                                  |
| 1977  | 250сс |                    | +            | Маріо Лега        |                                  |
| 1978  | 125сс | +                  | +            | Еугеніо Лаззаріні | команда виступала під маркою MBA |
| 1980  | 125сс | +                  | +            | П’єр Паоло Б’янчі | команда виступала під маркою MBA |

## Цікаві факти
- До 1976 року мотоцикли Morbidelli були недоступними для пересічних споживачів, вони продавались лише професійним мотогонщикам.[2]